# アズマッチ
アズマッチ（1965年3月21日 - ）は、シンガーソングライター、リポーター、DJ、俳優の顔を持つマルチタレント。本名、東 善智（あずま よしとも）。弟はラジオDJの東哲平。

## 略歴
大阪府大阪市出身。大阪市立汎愛高等学校卒業後、20歳で上京。アルバイト生活をしながら1987年に「ミュージカル・タッチ・オーディション」に全国8000人のオーディションから選ばれ合格。22歳で俳優・ミュージカル・デビュー。以降、イマジンミュージカルの作品に数々出演。その後、蜷川幸雄演出の舞台仮名手本忠臣蔵で本格的に演劇の世界に入る。1989年アクターズプロモーションに所属する。ドラマ、オリジナルビデオなど映像作品に活躍の場を移す。NHK教育テレビ『このまちだいすき』のシラベル君役を2年務めたのち、本来の目標の音楽活動を開始。1997年活動の場を大阪に移し、翌年1998年『アズマッチ&ハルチ』を結成。

## 音楽活動
1994年 ソロシングル『Last』発表と共に、音楽家として活動を開始。
1995年 『オガズマ』結成。
1998年 拠点を大阪に移し『アズマッチ&ハルチ』を結成。『CRYSTALS OF DREAM Vol.3』発表
1999年 1stアルバム『GOMEN-NASAI』リリース。泉大津市第1回パフォーマンス大会（大賞受賞）。UMEDA HEAT BEATワンマンライブ（450人動員）。
2000年 2ndアルバム『アズ☆ハル』リリース。毎日放送『板東英二の欲バリ家』エンディングに「ヒコーキ見に行こ!!」、サンテレビ『のりノリ天国』エンディングに「GOMEN-NASAI」が採用。MBSラジオ「ありがとう浜村淳です」「花＊花のあーよかった」、ベイエフエム「花＊花のBuhi-Buhi」、ラジオ大阪「それゆけ!弁天劇場!」、KBS京都「アフタヌーン・アクアリウム」、NHK-FM放送「イブニング・ミュージックライン」他多数ゲスト出演、FM802「HIRO T'S MORNING JAM」で『ふわふわ」放送。アメリカ村「BIG CAT」、梅田バナナホール3か月定期ワンマン。
2014年 SUMMER SONIC 2014 OSAKA OASIS STAGE　出演。
2016年 SING LIKE TALKING Premium Live 28/30 シング・ライク・ホーンズ  大阪城音楽堂公演のオープニングアクト出演。

### ディスコグラフィー
- 1994年 『Last』（1st Solo single）
- 1998年 『CRYSTALS OF DREAM Vol.3』（ライブハウス・BLANTON・オムニバスCD）
  - 「マイシマ」「あと3cm…」収録。
- 1999年 『GOMEN-NASAI』（1st ALBUM）
- 2000年 『アズ★ハル』（2nd ALBUM）
- 2001年 『PRIME TRAX Vo.2』（prime direction オムニバスCD）
  - 「カガミノオトコ」「流木」収録。
- 2002年 『KOBE DIFFER POP』（BACK BEAT オムニバスCD）
  - 「シンコキュー」収録。
- 2010年 『like a secret live I』『like a seacret live II』（ライブ・アルバム）
- 2013年 『IN CHIKIN』（3rd ALBUM）
- 2014年 『SHINKOKYU』（Maxi single）

## 俳優活動

### ミュージカル・舞台
- 1987年
  - バヤリース・フジテレビプレゼンツミュージカル『タッチ』
  - 『トムソーヤー』
- 1988年
  - 『タッチ』（再演・主演代役も務める）
  - 『仮名手本忠臣蔵』（新神戸オリエンタル劇場こけら落とし公演）
- 1989年 『母をたずねて三千里』
- 1991年 自主公演『ロック・アップ』主演。ほかスタジオ・バリオ公演。
- 2014年 劇団テンアンツ公演『コオロギからの手紙』ニューハーフ役で客演。
- 2015年 劇団テンアンツ公演『コオロギからの手紙』ニューハーフ役で客演。再演。
- 2016年 劇団テンアンツ公演『板の上の二人と三人、そして一人』天使役で客演。

### TVドラマ等
- 1988年 日本テレビ系 火曜サスペンス劇場「過去からの声」 探偵助手役
- 1989年
  - 日本テレビ系 火曜サスペンス劇場「疑惑」 警官役
  - フジテレビ系 奇妙な出来事「電話のある風景・オウムガエシ」 社員役
  - フジテレビ系 東京ストーリーズ「恋とはどんなものかしら?」 花屋役
- 1990年
  - TBS系 『さそり達』 社員役
  - フジテレビ系 世にも奇妙な物語「猿の手様」 社員役
  - フジテレビ系 金曜エンタテイメント・男と女のミステリー「明日咲く女」 スーパー店員役
  - フジテレビ系 月9『すてきな片想い』 ビヤホール店員役
- 1991年 フジテレビ系 東京ストーリーズ　「言えなかった」 同僚役
- 1992年
  - フジテレビ系 実録犯罪シリーズ「金の戦争」 人質役
  - フジテレビ系 日曜ドラマハウス 若者役
  - フジテレビ系 「邦ちゃんのやまだかつてないテレビ」
- 1992年 - 1994年
  - NHK教育「このまちだいすき」 主演シラベル役

### オリジナルビデオ等
- 1990年
  - 『テクニカルヴァージン』
  - 『ピーチ白書もっとおアツいのが好きッ!!』
- 1991年
  - 『トップライダー』
  - 『キャント・バイ・ミー・ラブ サイパンにやって来たヤァ!ヤァ!ヤァ!』
  - 『勢ぞろい!!おかま忠臣蔵』

### CM等
- 『パナソニック／パナファックスP10』（椎名桜子編）
- 『求人誌QJ』スチールCM
- 『トヨタレンタリース』
- 『ソニー・ウォークマン』他

## ラジオレギュラー
- 1997年-2000年　西宮さくらFM『マジカル・フライデー』、『夢で見た道』
- 1999年-2007年　エフエムあまがさき『アズ★ハルのイケテんちゃうん！』
- 2007年-2011年　FM COCOLO『cocolo netribe アズ★ハルのゲリラゴリラショー』
- 2013年- 2020年　朝日放送ラジオ『武田和歌子のぴたっと。』
  - 中継リポーターとしてレギュラー出演。2017年1月-2019年3月、金曜パートナーとしても出演。2019同年4月より番組改編のため月曜から木曜の中継リポーターのみの出演。

## VJ
- 1999年、スカパー!『ミュージックジャパンTV』「リクエスト侍」に代打出演。
- 2000年以降
  - 「ミュージック・プラネット」「生リクタイム」「生リク510」「ミッドナイト・MJ」「光速MJTV」「ランキング・ワン」「ぐるぐるリクエスト」「まいどおかえりリクエスト」などに出演。
- 現在「LIVE μ（ライブ・ミュー）」など不定期で出演。